# Jean Faure (pharmacien et collectionneur d'art)
Jean Faure (né le 20 juin 1862 à Langon - mort le 11 mai 1942 à Aix-les-Bains) est un pharmacien et collectionneur d'œuvres d'art français dont la collection est réuni au musée Faure.

## Biographie

### Enfance et éducation
Jean Faure est né en 1862 dans une famille girondine aisée. Jean Faure étudie à faculté de pharmacie de Paris où il devient docteur en 1903.

### Carrière
Dès 1885, il s'intéresse aussi à l'art et devient membre du Comité français des expositions à l'étranger. Il rencontre André Schoeller qui le conseille dans l'acquisition de sculptures de Rodin et de tableaux pré-impressionnistes, impressionnistes et post-impressionnistes (dont Jongkind, Corot, Boudin, Aman-Jean, Félix Ziem, Sargent, Victor Vignon, Pissarro, Degas, Sisley, Cézanne et Jean Puy),.
En 1904, il s’associe au pharmacien Francisque Dussuel avec qui cofonde la Maison Dussuel et Faure et fabrique notamment l'élixir Bonjean inventé en 1854 par Joseph Bonjean, devenu marque déposée en France le 6 avril 1898 par Francisque Dussuel, qui cède ses droits le 9 mai 1930 à son fils Paul Dussuel. Avec Paul Dussuel, il fonde, à Aix-les-Bains, le laboratoire pharmaceutique Faure & Dussuel. Jean Faure partage alors ses activités entre Paris et Aix, où il réside dans une villa aux tuiles en faïence bleue de Vallauris, appelé « La Bicoque », au 27 boulevard de Chantemerle.
Il continue en parallèle sa collection d'art et à organiser des expositions, participant en tant que trésorier à l'organisation de l'Exposition universelle de Bruxelles de 1910. Il est alors Conseiller du commerce extérieur de la France.
Il devient président de la Chambre syndicale des fabricants de produits pharmaceutiques, une fonction qu'il exerce jusqu’en 1930. Une médaille, éditée en 1925, lui est dédiée, lors du 3e Congrès international de médecine et de pharmacie militaires.
Il fréquente l’intelligentsia parisienne de l’entre-deux-guerres, et rapatrie à Aix sa collection d'art et la met à l'abri de l'occupation allemande dans un coffre de la Barclay’s Bank.
A sa mort, il lègue 220 œuvres autour de l'impressionnisme et du XIXe siècle à la ville d’Aix, réunies au musée Faure.

### Collection

Œuvres de la collection de Jean Faure
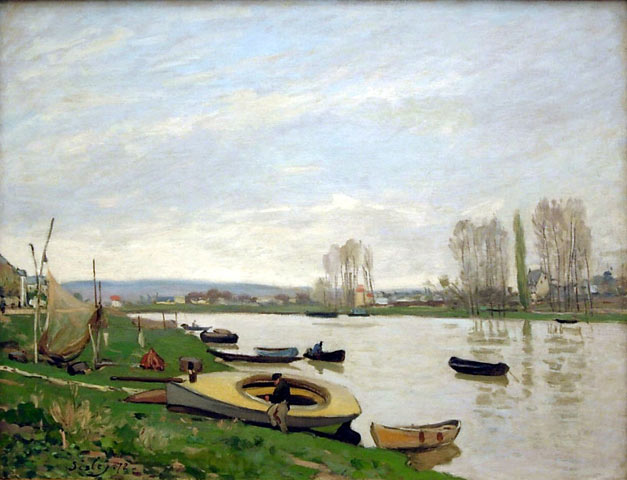
Alfred Sisley, La Seine à Argenteuil, 1872, huile sur toile, 60,5 × 50 cm, musée Faure.
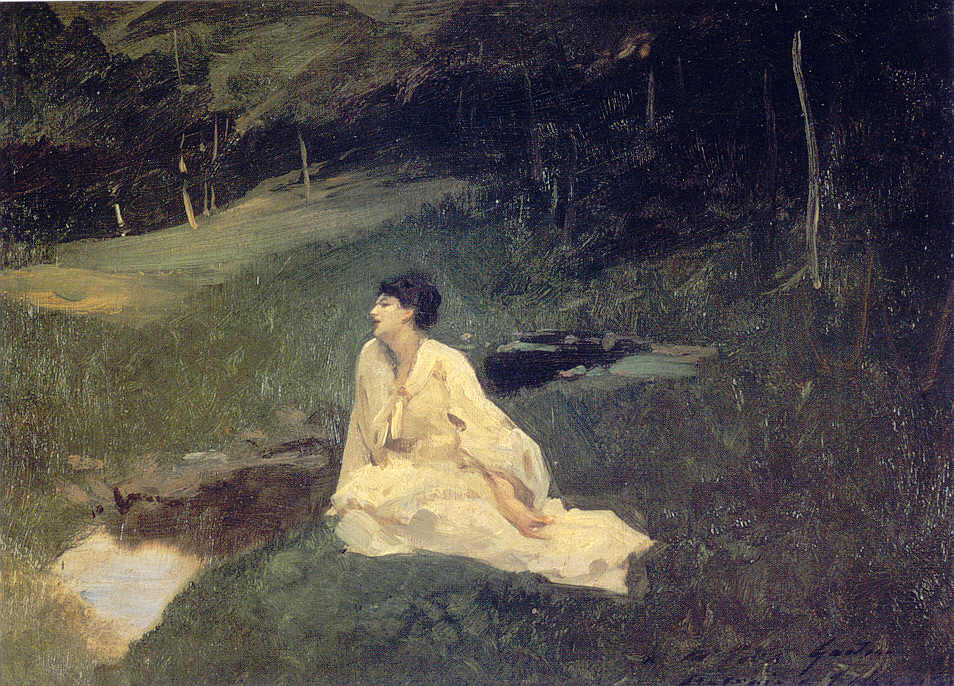
John Singer Sargent, Mademoiselle Judith Gautier à la Fourberie, 1883-1885, huile sur panneau de bois, 31,4 × 41,3 cm, musée Faure.
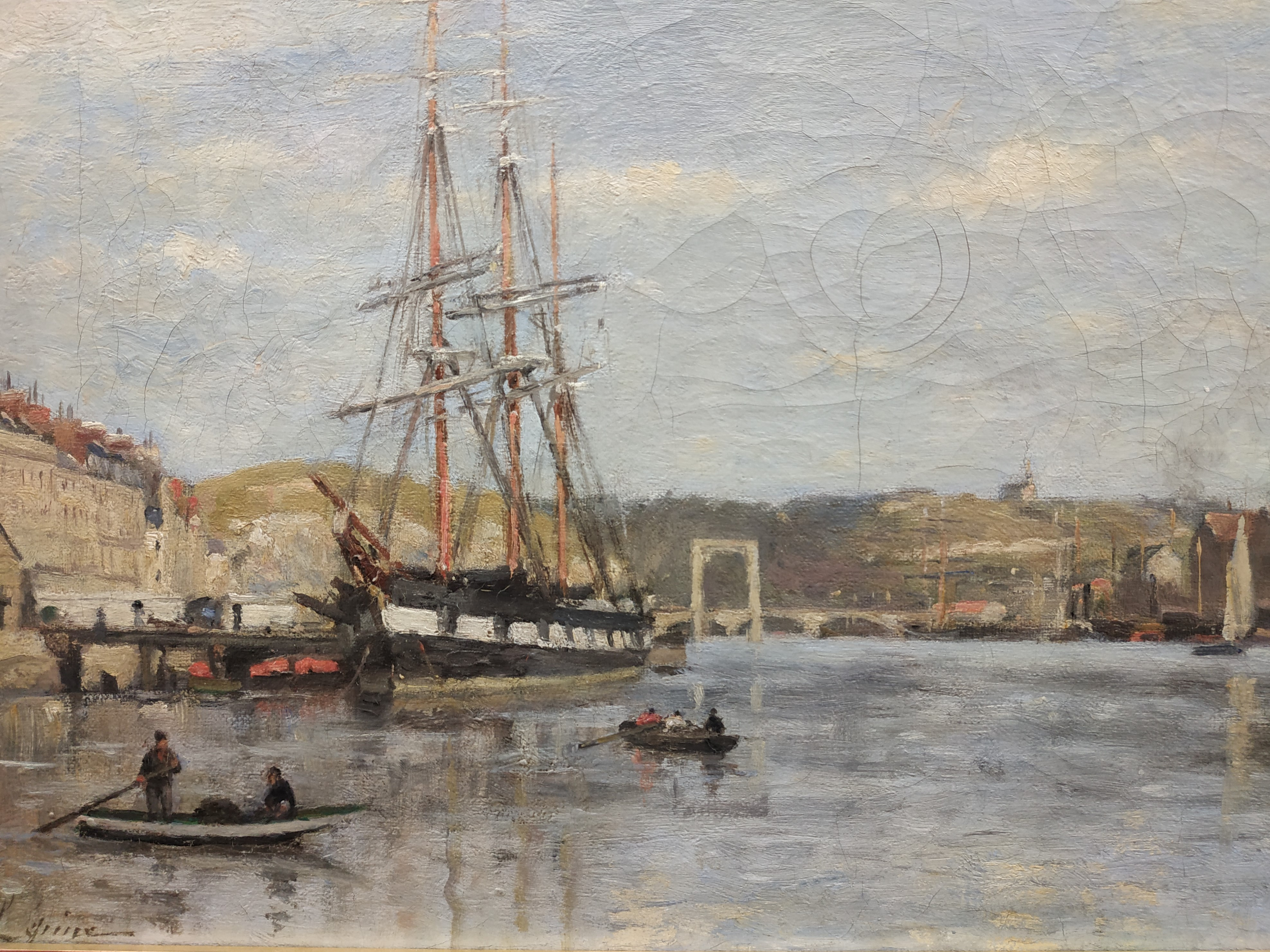
Stanislas Lépine, Voilier à Rouen ,  vers 1850, huile sur toile, 25 × 37 cm, musée Faure.